# 李纁
李纁（8世纪778年至788年间—810年12月7日），唐朝皇子，是唐顺宗李诵的第十四子，生母不详。
生年没有记载，兄长和弟弟李繕在788年被祖父唐德宗册封为郡王，他未受封，情况不详。贞元二十一年（805年），李纁被父亲唐顺宗封为会王，元和五年（810年）十一月初七，李纁去世。